# Mark Zupan

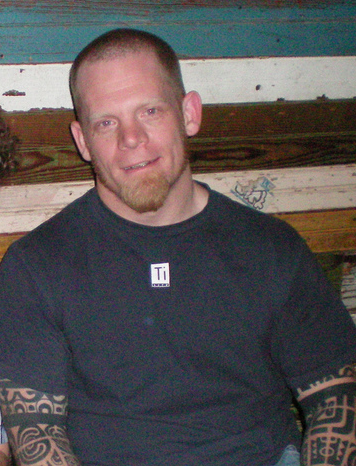
Imagem de Mark Zupan.

Mark Zupan (Cleveland, 20 de maio de 1975) é o capitão do time de muderball de tetraplégicos dos Estados Unidos da América.